# Wichuranarosor
Wichuranarosor (Rosa Wichurana-Gruppen) är en grupp av rosor som alla härstammar från kryprosen (Rosa luciae, tidigare Rosa wicharana). Det är en varierande grupp med både engångsblommande och remonterande klätterrosor. Blommorna kan vara små till medelstora och de kan vara enkelblommiga till fylldblommiga. Gruppens sorter är vanligen starkväxande och flera sorter är så kallade ramblers. Till gruppen hör också den kända klängrosen 'New Dawn'.

## Sorter
- 'Albéric Barbier' (Barbier 1900)
- 'Albertine' (Barbier 1921)
- 'Alida Lovett'
- 'American Pillar' (1902) Van Fleet 1902)
- 'Améthyste' (Nonin 1911)
- 'Awakening' (Böhm 1935)
- 'Dorothy Perkins'
- 'Dr W. van Fleet'
- 'Excelsa'
- 'Fragezeichen'
- 'Francois Juranville'
- 'Gardenia'
- 'Gruss an Freundorf'
- 'Heldoro' (SUPER DOROTHY)
- 'Hiawatha'
- 'Jersey Beauty'
- 'Johanna Röpke'
- 'Marie Gouchault' (Turbat & Companie 1927)
- 'May Queen'
- 'Minnehaha'
- 'New Dawn' (Somerset Rose Nursery 1930)
- 'Paul Ploton' (Barbier 1910)
- 'Sander's White Rambler' (Sander & Sons 1912)
- 'White Dorothy'

## Galleri

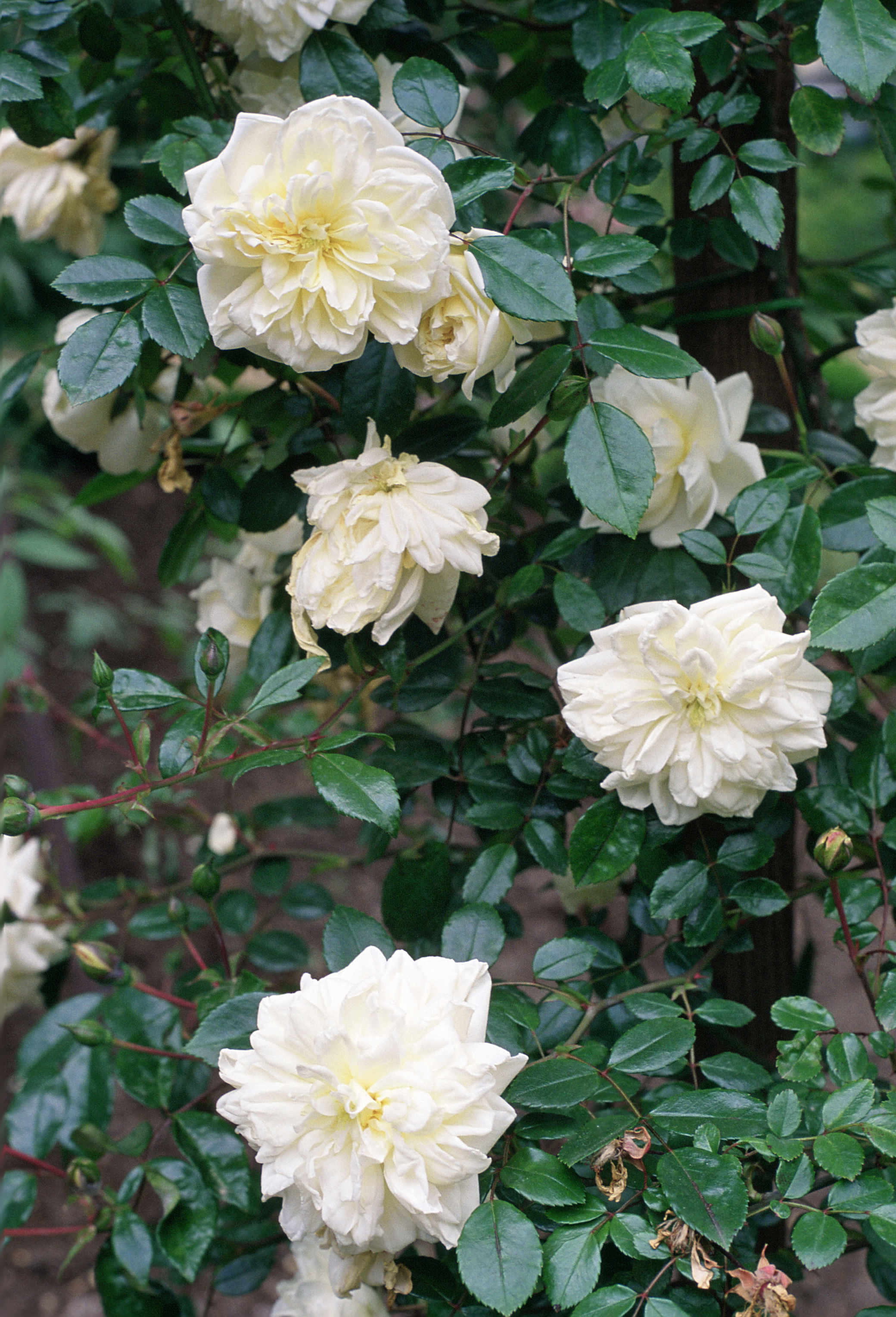
'Albéric Barbier'
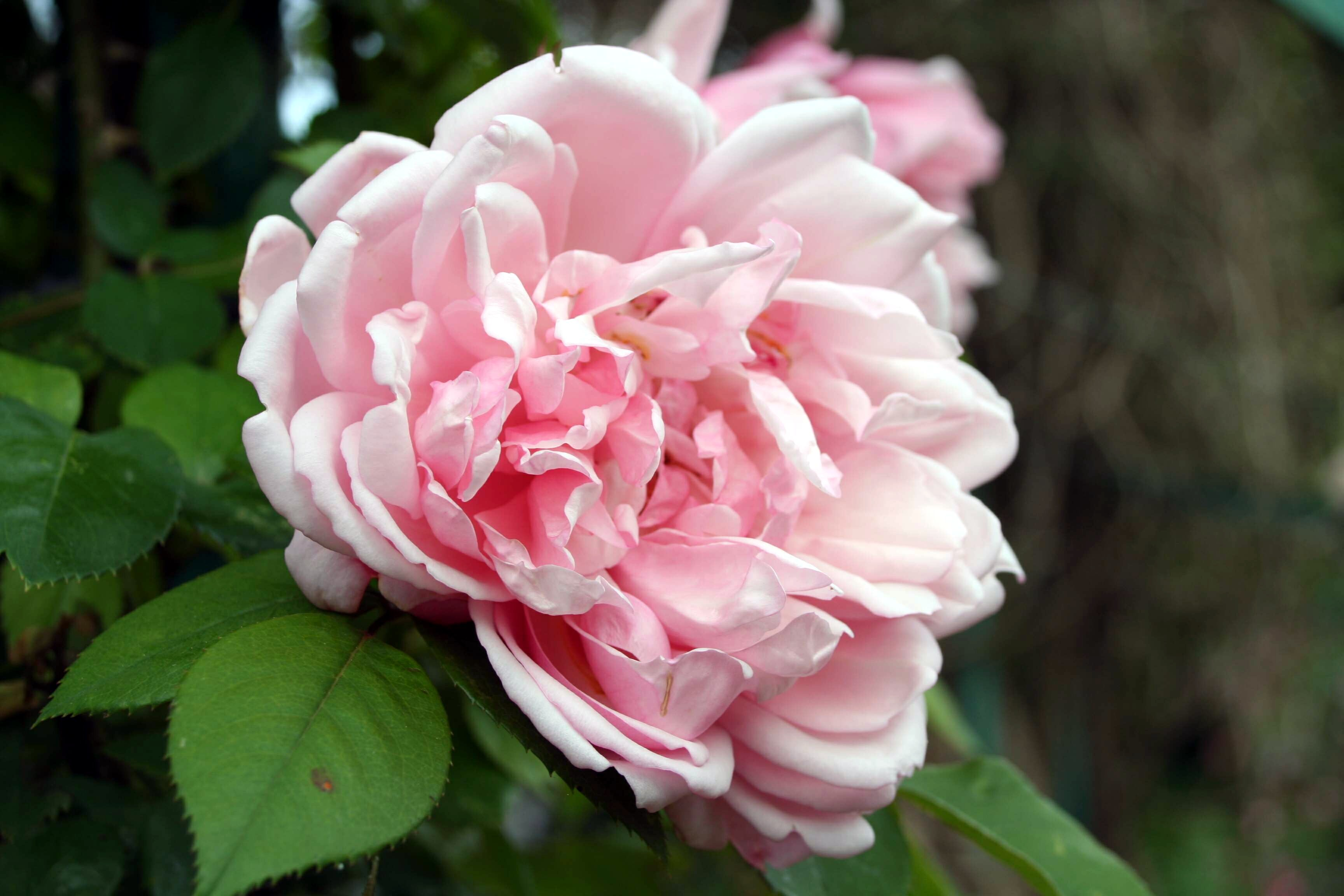
'Albertine'
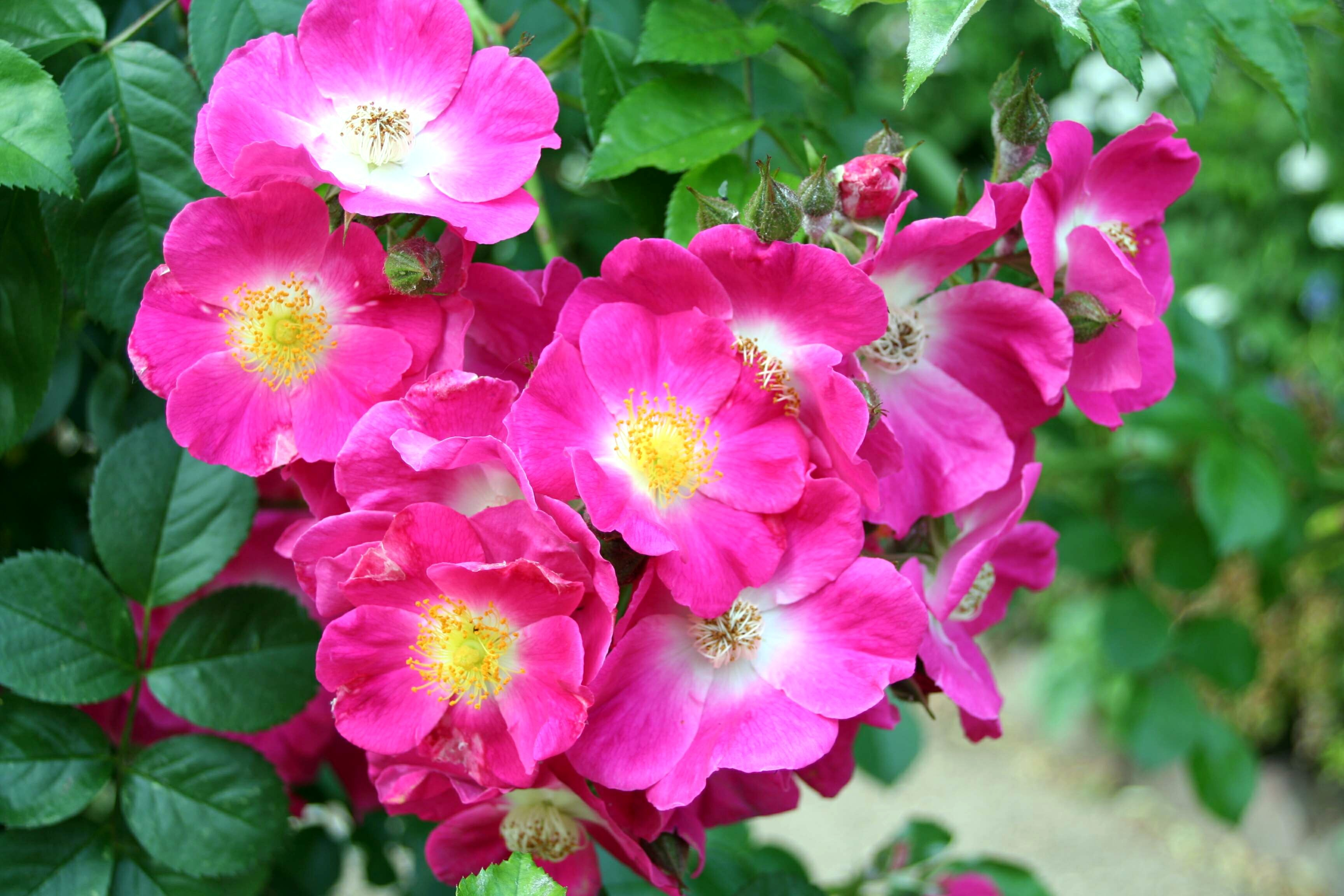
'American Pillar'
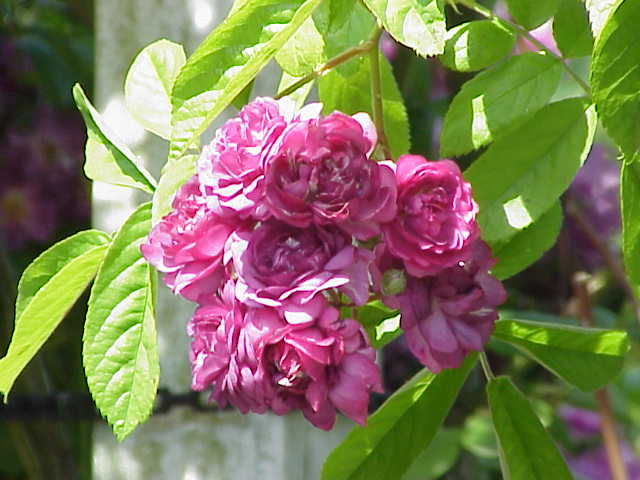
'Améthyste'
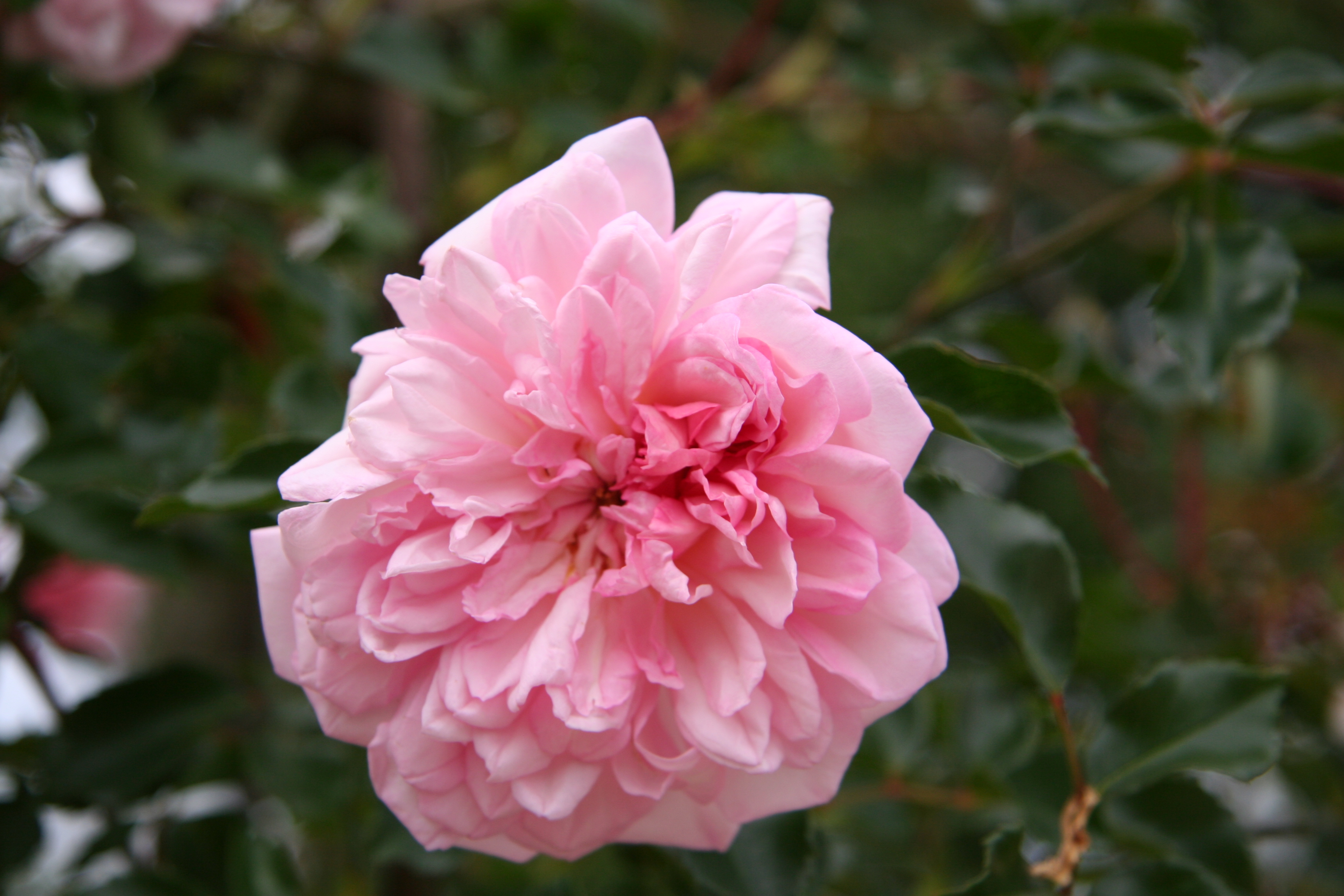
'Francois Juranville'
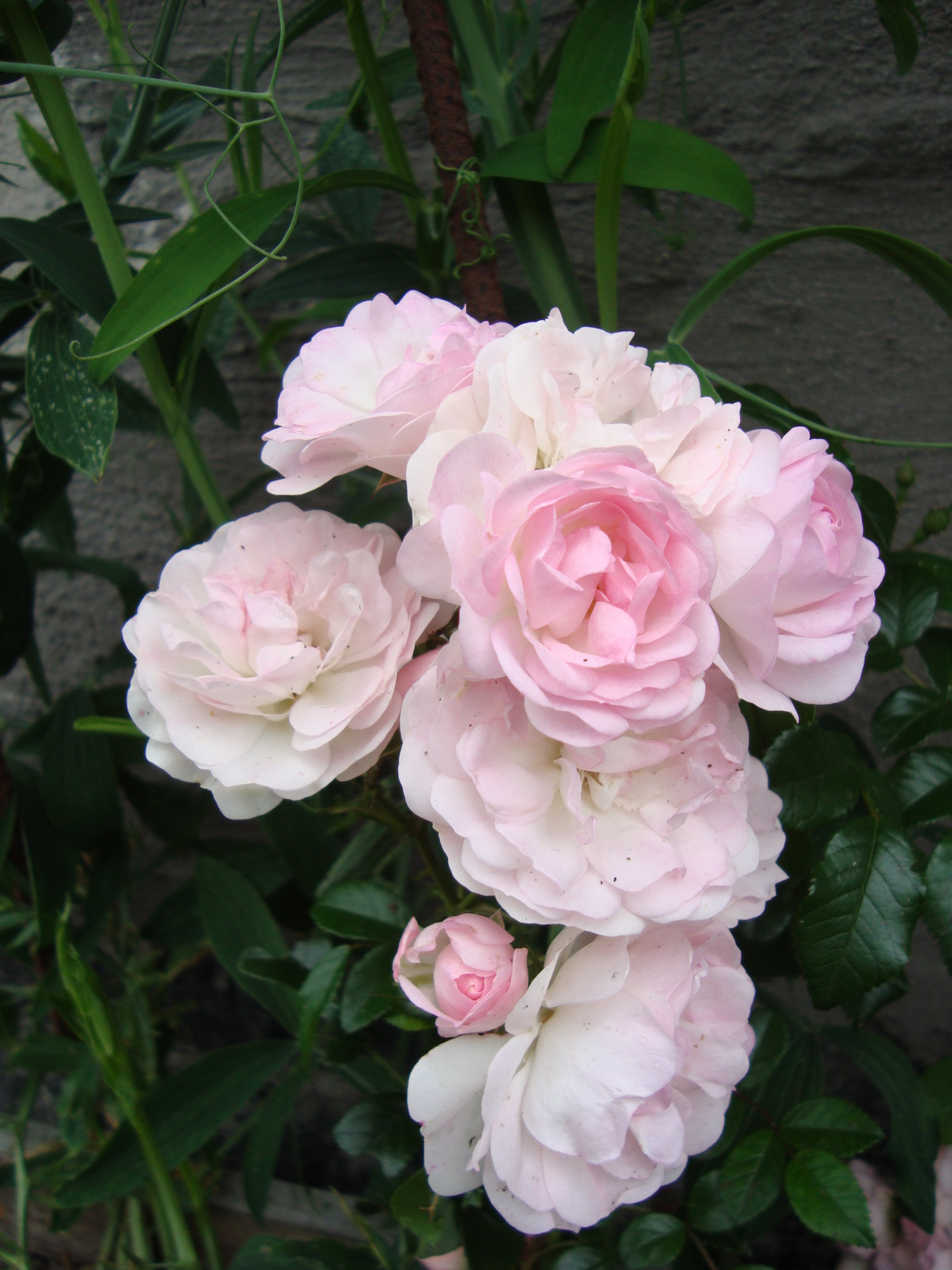
'Maid of Kent'
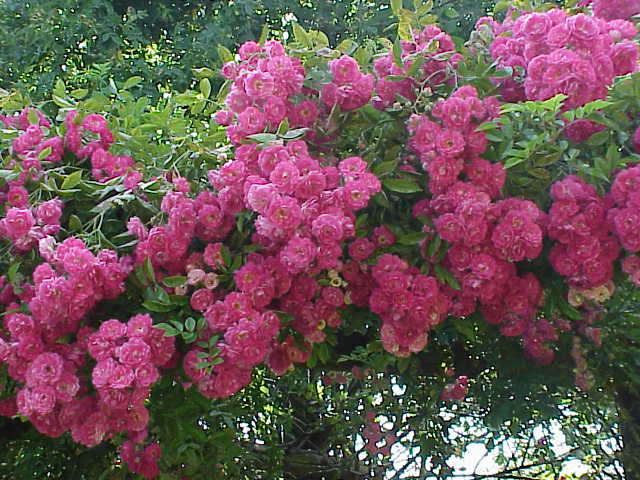
'Marie Gouchault'
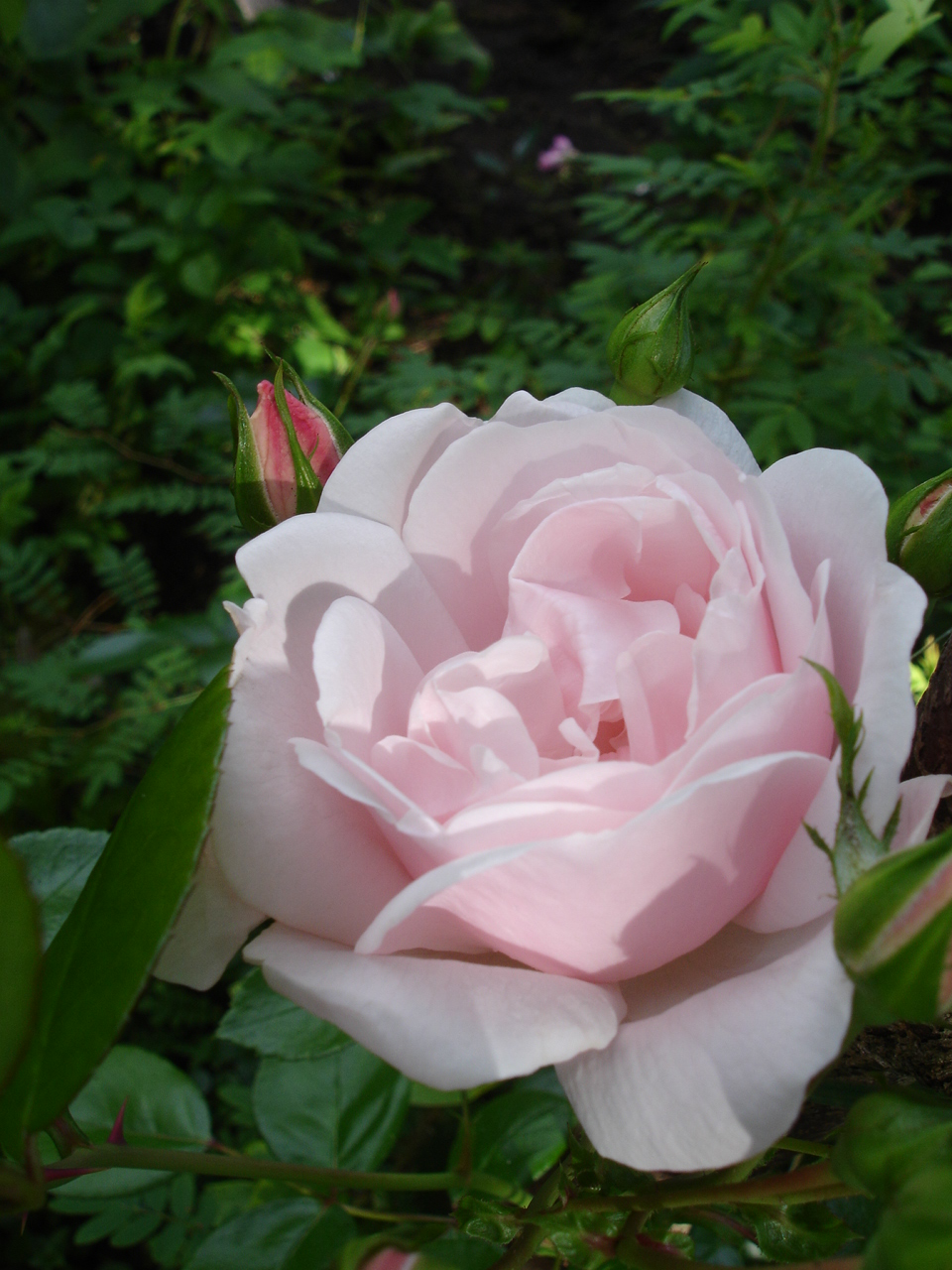
'New Dawn'
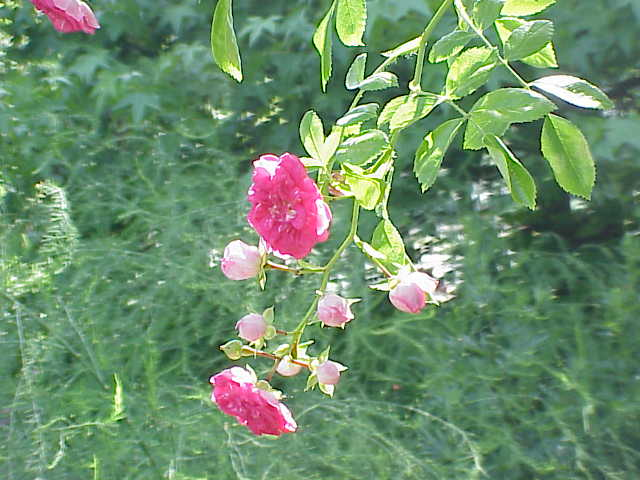
'Paul Ploton'
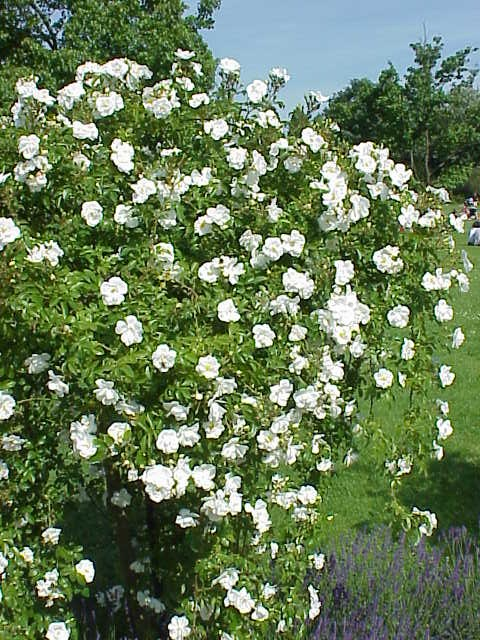
'Sander's White Rambler'